# Tråvad
Tråvad is een plaats in de gemeente Vara in het landschap Västergötland en de provincie Västra Götalands län in Zweden. De plaats heeft 468 inwoners (2005) en een oppervlakte van 74 hectare.

## Verkeer en vervoer
Bij de plaats loopt de Riksväg 47.